# Episclerotium
Episclerotium is een geslacht van schimmels behorend tot de orde Helotiales. De familie is nog niet met zekerheid bepaalt (incertae sedis).

## Soorten
Volgens Index Fungorum telt dit geslacht twee soorten (peildatum oktober 2023):
| Soortnaam                  | Auteur(s)          | Publicatiejaar |
| -------------------------- | ------------------ | -------------- |
| Episclerotium sclerotiorum | (Rostr.) L.M. Kohn | 1984           |
| Episclerotium sclerotipus  | (Boud.) L.M. Kohn  | 1984           |